# Whispers in the Dark
"Whispers in the Dark" je píseň křesťanské rockové skupiny Skillet a druhý singl z jejich šestého alba Comatose. Píseň dosáhla velké popularity v mainstreamových i křesťanských rádiích. Jedná se o čtvrtý singl skupiny Skillet, který byl vydán na fyzických nosičích.
Podle časopisu R&R byla v roce 2008 nejhranější písní křesťanských rockových rádií.

## Žánr
Píseň je založena na hnacím rockovém zvuku s kytarami v ladění drop B. Je napsána z pohledu Boha, který se obrací k lidem a potvrzuje, že nikdy nebudou sám.

## Obsazení
- John Cooper – zpěv, basová kytara
- Korey Cooper – rytmická kytara, klávesy, doplňující vokály
- Lori Peters – bicí
- Ben Kasica – sólová kytara